# Tr
tr je Unix naredba, obično dostupna na svim *nix operacijskim sustavima kao naredba sustava. Služi za transliteraciju odnosno transformaciju ulaznih podataka prema zadanim pravilima. Osim raznih Unixa i *nix sustava, tr kao naredbu odnosno operator imaju i programski jezici Perl i Ruby.

## Primjeri
```
tr
 
'abc'
 
'jkm'

```

Gornja naredba će zamijeniti svako slovo a,b,c u ulaznom nizu s j,k,m. 
```
tr
 
'a-d'
 
'jkmn'

```

Kad se radi o slovima u nizu nije nužno navoditi svako slovo, nego se može navesti samo početak i kraj raspona slova te između ta dva znaka napisati crtica.
Nepostojeću rot13 naredbu možemo dobiti kombinacijom Unix naredbi alias i tr na sljedeći način:
```
alias
 
rot13
=
"tr A-Za-z N-ZA-Mn-za-m"

```

## Vanjske poveznice
- http://www.opengroup.org/onlinepubs/9699919799/utilities/tr.html